# Scyllarides latus

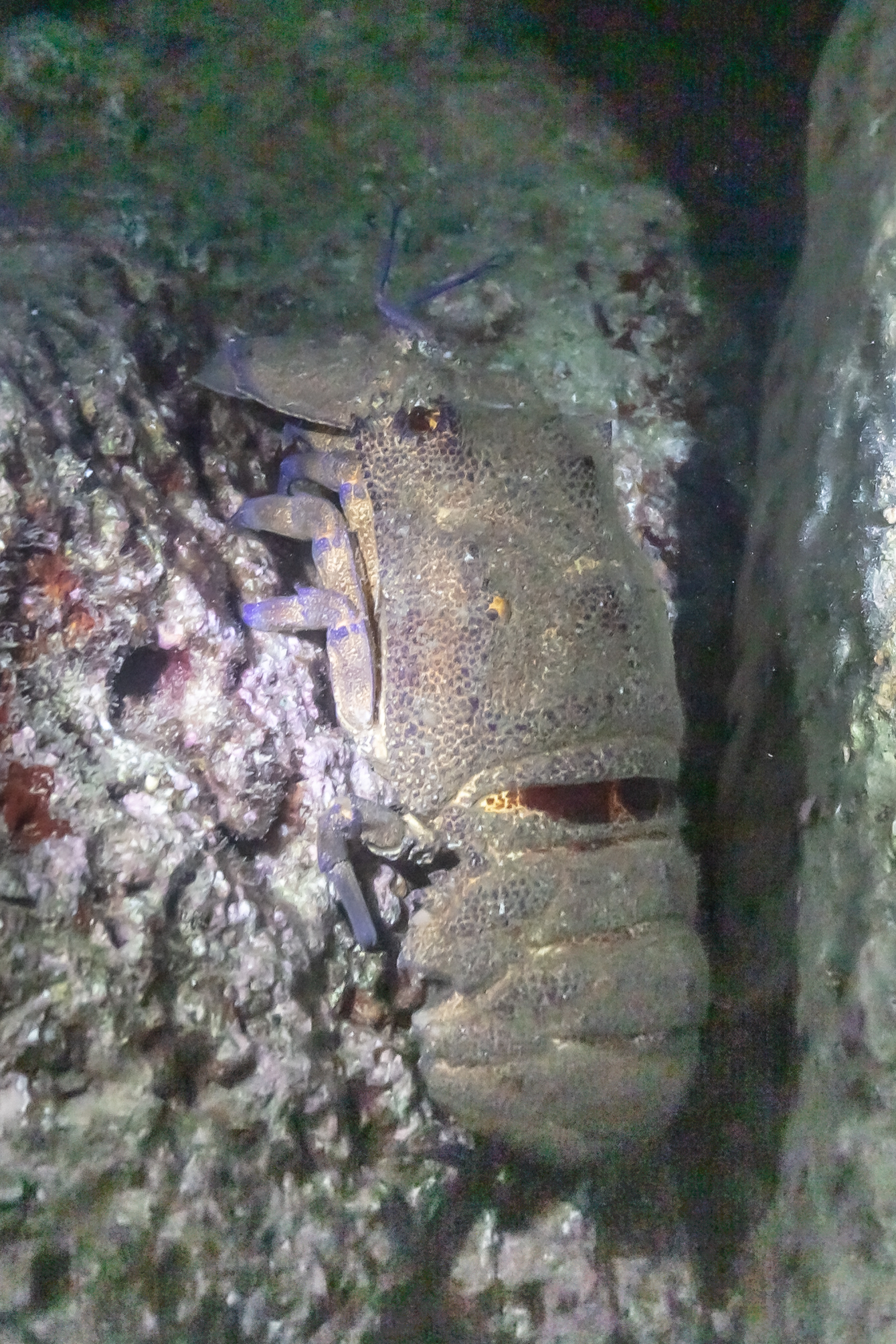
Cavaco na costa de Malta

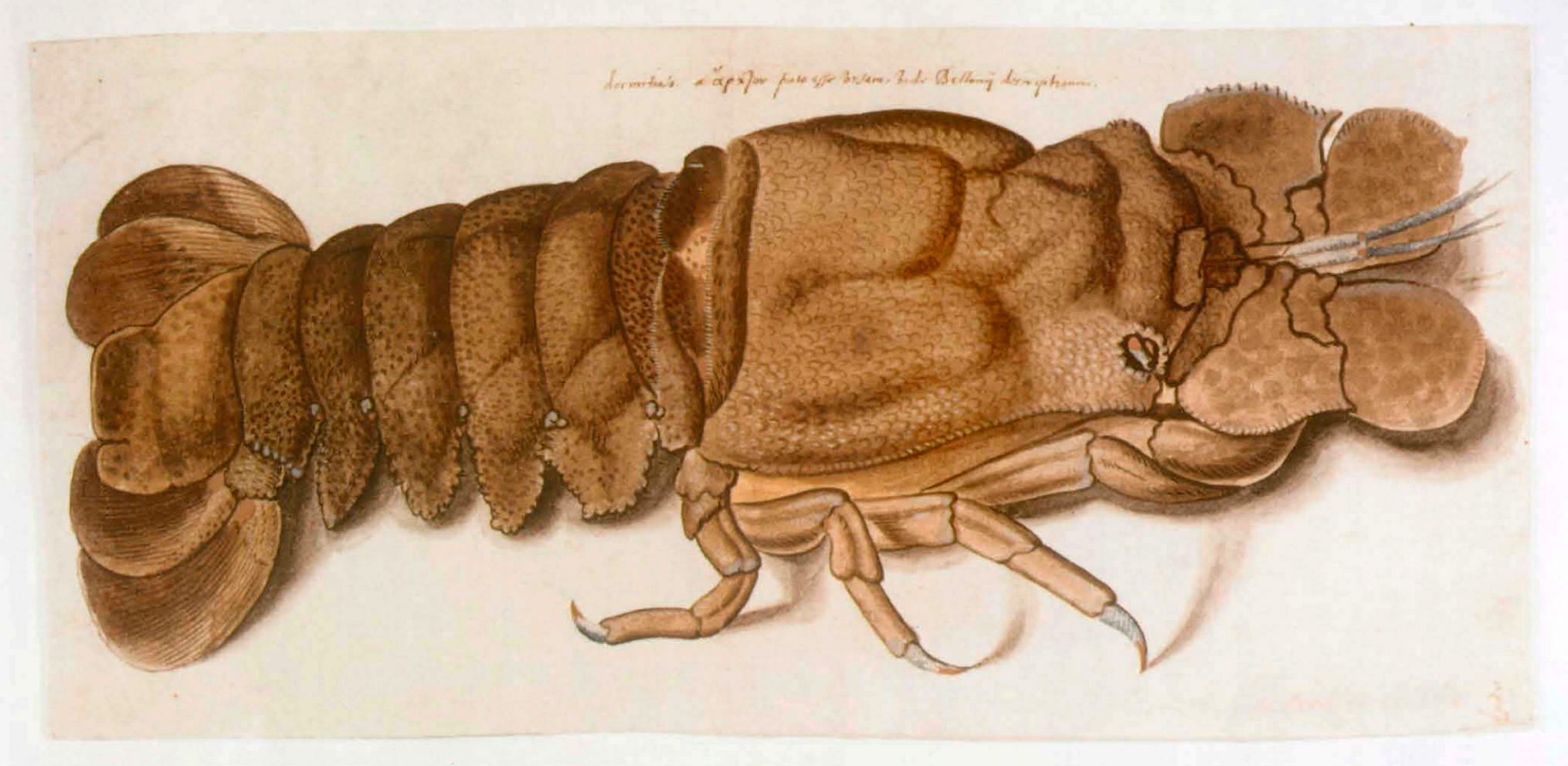
O espécime tipo de Scyllarides latus (ilustração de Cornelius Sittardus, reproduzida por Conrad Gesner em Historiae animalium.

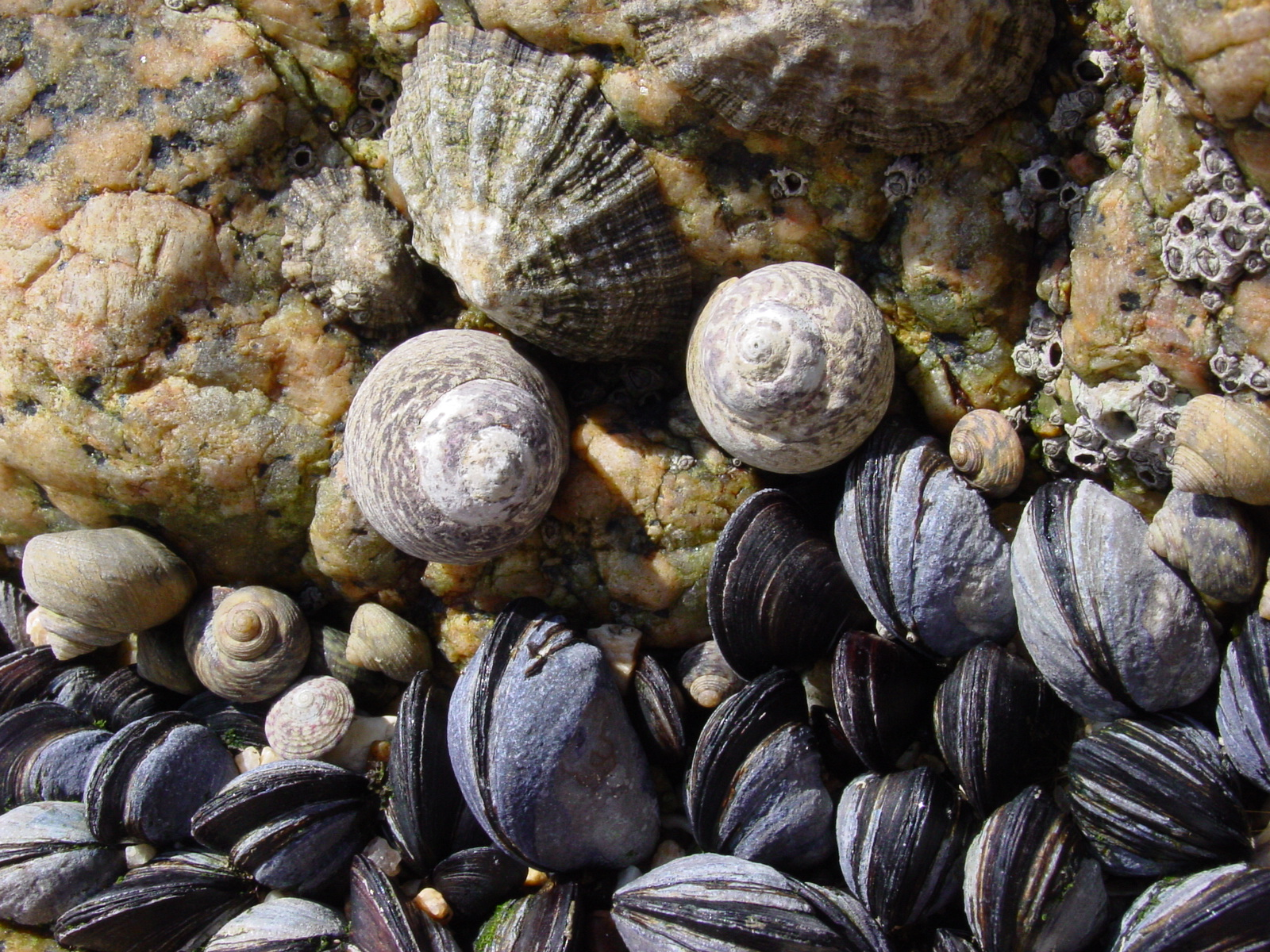
Lapas (Patella spp.), gastrópodes e amêijoas, o principal alimento de Scyllarides latus.

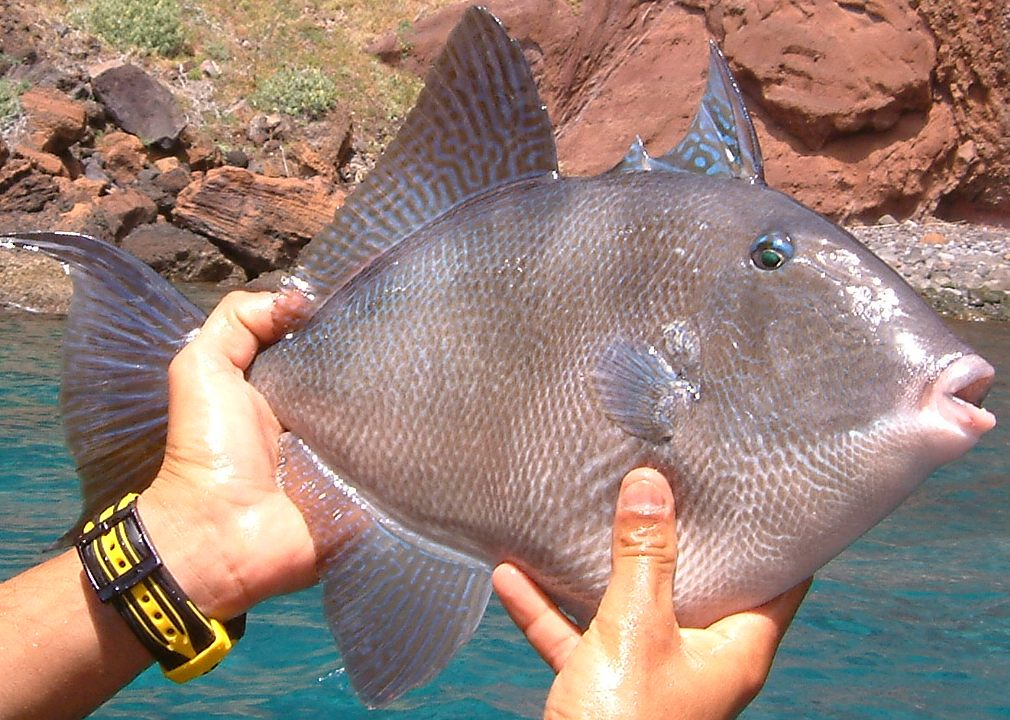
O peixe-porco (Balistes capriscus) é o principal predador de Scyllarides latus.

Scyllarides latus (Latreille, 1802), conhecido pelo nome comum de cavaco, é uma espécie da família Scyllaridae com populações no Mediterrâneo e no leste do Atlântico Norte. A espécie é considerada como um marisco de excelência, sendo actualmente rara devido a captura excessiva. Os adultos podem atingir os 30 cm de comprimento corporal, apresentam uma coloração acastanhada que lhes serve de camuflagem e não têm pinças. A espécie, que se alimenta essencialmente de moluscos, tem hábitos noturnos, emergindo das fendas das rochas e de outros abrigos onde se acolhe apenas após anoitecer. Para além dos humanos, a espécie é predada por diversos peixes ósseos. Tem como espécie próxima S. herklotsii, com distribuição natural ao longo da costa atlântica da África, sendo que as restantes espécies do género Scyllarides ocorrem no Atlântico ocidental e no Indo-Pacífico. As larvas e juvenis da espécie são mal conhecidas.

## Distribuição
Scyllarus latus tem uma área de distribuição natural que abrange a maior parte das águas costeiras do Mar Mediterrâneo (a excepção sedo o a parte norte do Adriático) e do Atlântico Nordeste, desde a costa ocidental da Península Ibérica para sul até às costas do Senegal, incluindo as ilhas da Macaronésia, dos Açores até Cabo Verde (excepto em algumas ilhas das Canárias). Na costa do Senegal, a espécie ocorre conjuntamente com a espécie próxima Scyllarides herklotsii, com a qual apresenta grandes semelhanças morfológicas e comportamentais.

## Descrição
S. latus pode atingir um comprimento corporal de 45 cm, embora os exemplares capturados raramente ultrapassem os 30 cm, o que corresponde a um comprimento da carapaça de aproximadamente 12 cm. O peso corporal pode atingir os 1,5 kg. Numa característica que é comum a todos os membros da família Scyllaridae (cavacos), o segundo par de antenas apresenta-se alargado e achatado, formando uma "pá" ou "barbatana". Scyllarides latus não apresenta maxilípedes desenvolvidos em forma de "pinça" ou "garra" (característica que diferencia os cavacos dos lagostins, lavagantes e sapateiras), nem apresenta os espinhos protectivos que caracterizam as lagostas da família Palinuridae. Em alternativa a esses tipos de protecção, o exosqueleto, e particularmente a carapaça, é mais espesso que nas lagostas e lavagantes, funcionando como uma armadura resiliente. Os adultos apresentam coloração acastanhada que funciona como camuflagem, tendo a carapaça coberta por protuberâncias conspícuas.

## Ecologia
S. latus prefere regiões costeiras com substrato arenoso ou misto de areias e rochas consolidadas, distribuindo-se entre os 4 m e os 100 m de profundidade. Abrigam-se durante o dia no tecto de cavidades, fissuras em rochas e recifes e outros abrigos naturais, preferindo situações em que haja mais do que uma entrada.
A dieta de S. latus consiste principalmente de moluscos. As presas preferidas são, de acordo com diferentes fontes, as lapas ou os bivalves. As presas, que S. latus consegue detectar sob 3,5 cm de sedimento, abrindo as conchas com recurso aos seus pereiópodes fortes e aguçados. Também consomem ostras e lulas, mas não capturam ouriços ou búzios da família Muricidae. O seu consumo alimentar é maior nos períodos em que a temperatura da água é mais elevada, tendo um estudo mostrado que comem em média 3,2 ostras por dia em Julho, mas apenas 0,2 ostras por dia em Janeiro.
O predador mais significativo de S. latus é o peixe-porco (Balistes capriscus), apesar de várias outras espécies de peixes já terem sido observadas a consumir S. latus, incluindo o mero (Epinephelus marginatus), algumas garoupas (Serranus spp.), o peixe-rei (Coris julis), a garoupa-de-são-tomé (Epinephelus morio) e o badejo (Mycteroperca microlepis). Um polvo da espécie Octopus vulgaris foi observado a consumir um espécime de S. latus num habitat artificial, embora não esteja estabelecido que S. latus é predado por polvos no seu ambiente natural.

## Ciclo de vida
No início do período reprodutor (em geral no mês de Abril), os machos de Scyllarus latus transportam espermatóforos na base dos últimos dois pares de pereiópodes. A fertilização ainda não foi observada nesta espécie, mas a maioria dos crustáceos decápodes do grupo Reptantia acasalam juntando a face ventral do cefalotórax. Entre Julho e Agosto as fêmeas transportam cerca de 100 000 ovos nos seus pleópodes alargados em forma de pluma. À medida que maturam, os ovos mudam de uma coloração alaranjada brilhante para acastanhado escuro, sendo libertados para a água após cerca de 16 dias de desenvolvimento. Normalmente só há uma geração por ano.
As fases larvares são menos conhecidas que os adultos. No primeiro estádio da sua evolução as larvas são náuplios, com cerca de 1,3 mm de comprimento, que nadam usando as antenas como propulsores. Após a primeira ecdise, iniciam um conjunto de pelo menos 11 estádios diferentes na forma de filossomo, forma larvar esquizópode meroplanctónica que nada usando as suas pernas torácicas. No último estádio na forma de filossomo, que atingem por volta dos 11 meses de idade, as larvas atingem cerca de 48 mm de comprimento, mas a  maioria dos estádios intermédios ainda não foram observados. A observação de jovens adultos é também muito rara: um espécime colectado com uma carapaça com 34 mm de comprimento é o adulto mais pequeno de que há registo conhecido. Os adultos passam anualmente por um processo de muda durante o qual provavelmente migram para águas mais frias, procurando profundidades em que a temperatura da água se situe entre os 13 °C e os 18 °C. O exosqueleto amolece durante um período de 10 a 22 dias antes da ecdise e o novo exosqueleto, de cor mais clara, demora cerca de três semanas para endurecer completamente. Os indivíduos mais pequenos em geral ganham peso durante cada ciclo de muda, mas as diferenças de peso são pouco pronunciadas entre indivíduos de maiores dimensões.

## Comportamento
Scyllarides latus é uma espécie com actividade maioritariamente noturna, uma vez que os seus predadores mais comuns são animais diurnos. Enquanto permanece abrigado durante o período diurno, S. latus tende a assumir um comportamento gregário, com vários indivíduos a partilharem o mesmo esconderijo. Como não possui espinhos ou pinças com que possa repelir os predadores, S. latus quando confrontado agarra-se fortemente ao substrato ou foge impelido por poderosas flexões do abdómen que funcionam como verdadeiros golpes de "barbatana de cauda". Os espécimes maiores conseguem agarrar-se ao substrato com uma força que atinge os 150 newtons (equivalente a um peso de 15 kg).
A tentativa de evitar os predadores pode explicar o comportamento esquivo frequentemente observado durante a alimentação, em que S. latus transporta a comida para o seu abrigo e apenas aí a consome. Quando dois espécimes de S. latus competem por um alimento, podem tentar derrubar o oponente utilizando as antenas do segundo par, alargadas em forma de pá, voltando-o por inserção da antena sob o corpo do oponente, elevando-o rapidamente. Uma estratégia alternativa consiste em agarrar o oponente ao mesmo tempo que flecte o abdómen, o que impele rapidamente o oponente, ou agarrar e puxar o alimento disputado, num verdadeiro exercício de jogos da corda.

## Taxonomia
Scyllarides latus foi originalmente classificado no género Scyllarus, em conjunto com as outras quatro espécies de cavacos então conhecidos (Scyllarus arctus, Scyllarides aequinoctialis, Thenus orientalis e Arctides guineensis). A separação em géneros distintos foi pela primeira vez introduzida por William Elford Leach em 1815, criando os géneros Thenus e Ibacus.
Em 1849, Wilhem de Haan dividiu o género Scyllarus em dois géneros, Scyllarus e Arctus, mas cometeu o erro de incluir a espécie tipo de Scyllarus no novo género Arctus. Este erro foi reconhecido pela primeira vez pelo ictiologista Theodore Gill em 1898, que em consequência sinonimizou Arctus com Scyllarus e erigiu o novo género Scyllarides para incluir as espécies que Wilhem de Haan tinha colocado em Scyllarus.
O género Scyllarides foi incluído na subfamília Arctidinae, diferenciada das restantes subfamílias pela presença de exópodes multiarticulados nos três maxilípedes e de um palpo tri-segmentado na mandíbula. O outro género da subfamília, Arctides, distingue-se por uma carapaça mais esculpida, com um espinho extra atrás de cada olho e um sulco transversal no primeiro segmento do abdómen.
A única outra espécie de Scyllarides que ocorre no Atlântico Leste é Scyllarides herklotsii, que difere de S. latus principalmente por aspectos da ornamentação da carapaça: enquanto em S. latus as protuberâncias tuberosas existentes na região dorsal são altas e pronunciadas, em S. herklotsii são baixas e arredondadas.
A localidade tipo indicada por Pierre André Latreille na sua descrição original da espécies foi simplesmente "Mediterranée" (Mediterrâneo), sem designação de um espécime tipo. Lipke Holthuis masi tarde elegeu como lectotipo para a espécie o animal que serviu de base à ilustração elaborada por Cornelius Sittardus que foi publicada na obra de Conrad Gesner intitulada Historiae animalium em 1558. Esta ilustração, originalmente uma aguarela, mas reproduzida por Gesner numa xilogravura, tinha sido referida por Latreille na sua descrição como sendo particularmente boa, sendo tudo o que resta do espécime tipo. Tendo em conta que Sittardus ao tempo trabalhava em Roma, é provável que o espécime representado fosse um exemplar fresco capturado no Mar Tirreno, próximo de Roma.

## Consumo humano
S. latus, como aliás as restantes espécies de cavaco, são comestíveis e muito apreciadas pelos consumidores de marisco, mas como a espécie é relativamente rara e de captura difícil, não existe um mercado suficientemente grande para fazer dela um espécie de grande interesse para os mariscadores. Contudo, a espécie é activamente capturada em toda a sua área de distribuição natural, geralmente com recurso a redes de pesca, por arrasto e com cofres. São reportadas capturas anuais de 2000nbsp;kg a 3000 kg em Israel. A captura manual tem-se tornado progressivamente mais frequente com a vulgarização dos equipamentos de mergulho autónomo. Estas capturas podem ter afectado significativamente o tamanho das populações de S. latus em algumas áreas.